# Fredede bygninger i Rebild Kommune
Denne liste over fredede bygninger i Rebild Kommune viser alle fredede bygninger i Rebild Kommune, bortset fra kirker. Listen bygger på data fra Kulturarvsstyrelsen.
| Sagsnavn           | Komplekstype | Opførelsesår | Adresse                          | Koordinater                                   | Fredningsår (1. fredning) | ID (Link til Kulturarv.dk) | Billede     |
| ------------------ | ------------ | ------------ | -------------------------------- | --------------------------------------------- | ------------------------- | -------------------------- | ----------- |
| Albæk              |              | 1700         | Hjortholmvej 41, 9541 Suldrup    | 56°51′07″N 9°44′07″Ø / 56.85204°N 9.73521°Ø   |                           | 840-5002-1                 | Upload foto |
| Albæk              |              | 1800         | Hjortholmvej 41, 9541 Suldrup    | 56°51′07″N 9°44′07″Ø / 56.85204°N 9.73521°Ø   |                           | 840-5002-2                 | Upload foto |
| Albæk              |              | 1925         | Hjortholmvej 41, 9541 Suldrup    | 56°51′07″N 9°44′07″Ø / 56.85204°N 9.73521°Ø   |                           | 840-5002-3                 | Upload foto |
| Buderupholm        |              | 1731         | Buderupholmvej 44, 9530 Støvring | 56°51′32″N 9°51′22″Ø / 56.85882°N 9.85614°Ø   |                           | 840-5277-1                 | Upload foto |
| Gerding Præstegård |              | 1911         | Sct Jørgensvej 1, 9520 Skørping  | 56°53′37″N 9°57′19″Ø / 56.89360°N 9.95532°Ø   |                           | 840-950-1                  | Upload foto |
| Gerding Præstegård |              | 1911         | Sct Jørgensvej 1, 9520 Skørping  | 56°53′37″N 9°57′19″Ø / 56.89360°N 9.95532°Ø   |                           | 840-950-2                  | Upload foto |
| Lindenborg         |              | 1583         | Aalborgvej 63, 9260 Gistrup      | 56°54′28″N 10°02′03″Ø / 56.90769°N 10.03430°Ø |                           | 840-3767-1                 | Upload foto |
| Nørlund            |              | 1590         | Roldvej 144, 9610 Nørager        | 56°46′56″N 9°43′26″Ø / 56.78213°N 9.72398°Ø   |                           | 840-12031-1                | Upload foto |
| Randrup            |              | 1536         | Randrupvej 9, 9293 Kongerslev    | 56°52′04″N 10°06′42″Ø / 56.86784°N 10.11165°Ø |                           | 840-1953-1                 | Upload foto |
| Skørping Station   |              | 1869         | Sverriggårdsvej 3, 9520 Skørping | 56°50′09″N 9°53′15″Ø / 56.83573°N 9.88750°Ø   |                           | 840-4750-1                 | Upload foto |
| Skørping Vandtårn  |              | 1898         | Sverriggårdsvej 3, 9520 Skørping | 56°50′09″N 9°53′15″Ø / 56.83573°N 9.88750°Ø   |                           | 840-4750-4                 | Upload foto |
| Vorgård            |              | 1577         | Svanfolkvej 1, 9574 Bælum        | 56°50′21″N 10°05′28″Ø / 56.83916°N 10.09104°Ø |                           | 840-3187-1                 | Upload foto |